# Barbatula
Barbatula là một chi cá trong họ Nemacheilidae, bản địa châu Âu và Á. Chúng sống trong suối, sông và hồ. Loài cá hang duy nhất của châu Âu, sống trong hệ thống Danube–Aachtopf ở Đức năm 2015, cũng nằm trong chi này.
Barbatula trước đây gồm nhiều loài hơn, nhưng số lớn đã được chuyển sang chi khác, như Oxynoemacheilus.

## Loài
Hiện có 19 loài được công nhận trong chi này:
- Barbatula altayensis S. Q. Zhu, 1992
- Barbatula barbatula (Linnaeus, 1758)
- Barbatula cobdonensis (Gundrizer, 1973)
- Barbatula conilobus Prokofiev, 2016[5]
- Barbatula dgebuadzei (Prokofiev, 2003)
- Barbatula dsapchynensis Prokofiev, 2016[5]
- Barbatula golubtsovi (Prokofiev, 2003)
- Barbatula markakulensis (Men'shikov, 1939)
- Barbatula minxianensis (X. T. Wang & S. Q. Zhu, 1979)
- Barbatula nuda (Bleeker, 1864)
- Barbatula oreas (D. S. Jordan & Fowler, 1903)
- Barbatula potaninorum (Prokofiev, 2007)
- Barbatula quignardi (Băcescu-Meşter, 1967)
- Barbatula restricta Prokofiev, 2015[6]
- Barbatula sawadai (Prokofiev, 2007)
- Barbatula sturanyi (Steindachner, 1892)
- Barbatula tomiana (Ruzsky (ru), 1920)
- Barbatula toni (Dybowski, 1869)[7]
- Barbatula zetensis (Šorić, 2000)